# Зимние Азиатские игры 2017
VIII зимние Азиатские игры проходили в Саппоро (Япония) с 19 по 26 февраля 2017 года.
Эти игры должны были состояться в 2015 году. Однако 3 июля 2009 года в Сингапуре Генеральная Ассамблея Олимпийского совета Азии решила перенести их на предыдущий зимним Олимпийским играм год.

## Заявка
31 января 2011 года на заседании Генеральной Ассамблеи Олимпийского совета Азии во время проведения Зимней Азиады в Алматы и Астане было решено предоставить право организации следующей Азиады японским городам Саппоро и Обихиро.

Это будет уже третья Азиада, которая проводится в Саппоро, и четвёртая — в Японии.

## Спортивные объекты
Для игр было запланировано в общей сложности 13 спортивных объектов. Некоторые были использованы во время зимних Олимпийских игр 1972 года. Все места были расположены в районе Саппоро, за исключением крытого катка для конькобежного спорта, которое было в Обихиро.
| Место                                       | Виды спорта                                     |
| ------------------------------------------- | ----------------------------------------------- |
| Саппоро Доум                                | Церемония открытия                              |
| Стадион для прыжков с трамплина «Окураяма»  | Прыжки на лыжах с трамплина                     |
| Стадион для прыжков с трамплина «Мияномори» | Прыжки на лыжах с трамплина                     |
| Открытый стадион «Ширахатаяма»              | Лыжные гонки                                    |
| Саппоро Тэйнэ                               | Горнолыжный спорт, Сноуборд                     |
| Горнолыжная база «Саппоро Банкэй»           | Фристайл, Сноуборд                              |
| Биатлонный стадион «Нисиока»                | Биатлон                                         |
| Спортивная арена «Цукисаму»                 | Хоккей                                          |
| Спортивный зал «Микахо»                     | Хоккей                                          |
| Ледовая арена «Хосиоки»                     | Хоккей                                          |
| Саппоро кёрлинг стадион                     | Кёрлинг                                         |
| Мейджи Хоккайдо Токачи                      | Конькобежный спорт                              |
| Макоманай (ледовая арена)                   | Фигурное катание, Шорт-трек, Церемония закрытия |

## Виды спорта
Будут проведены соревнования по 11 видам спорта:
| - Биатлон - Горнолыжный спорт - Кёрлинг - Конькобежный спорт - Лыжные гонки - Прыжки на лыжах с трамплина | - Сноуборд - Фигурное катание - Фристайл - Хоккей с шайбой - Шорт-трек |

## Календарь
| ЦО | Церемония открытия | ● | Соревнования | 1 | Финалы соревнований | ЦЗ | Церемония закрытия |

| Февраль                     | Февраль                     | 18 Сб | 19 Вс | 20 Пн | 21 Вт | 22 Ср | 23 Чт | 24 Пт | 25 Сб | 26 Вс | Соревнования |
| --------------------------- | --------------------------- | ----- | ----- | ----- | ----- | ----- | ----- | ----- | ----- | ----- | ------------ |
| Церемонии                   | Церемонии                   |       | ЦО    |       |       |       |       |       |       | ЦЗ    |              |
| Биатлон                     | Биатлон                     |       |       |       |       |       | 2     | 2     | 1     | 2     | 7            |
| Горнолыжный спорт           | Горнолыжный спорт           |       |       |       |       | 1     | 1     | 1     | 1     |       | 4            |
| Кёрлинг                     | Кёрлинг                     | ●     | ●     | ●     | ●     | ●     | ●     | 2     |       |       | 2            |
| Конькобежный спорт          | Конькобежный спорт          |       |       | 4     | 4     | 3     | 3     |       |       |       | 14           |
| Лыжные гонки                | Лыжные гонки                |       |       | 2     | 2     |       | 2     | 2     |       | 2     | 10           |
| Прыжки на лыжах с трамплина | Прыжки на лыжах с трамплина |       |       |       | 1     |       |       | 1     | 1     |       | 3            |
| Сноуборд                    | Сноуборд                    |       | 2     | 2     |       |       |       |       | 2     |       | 6            |
| Фигурное катание            | Фигурное катание            |       |       |       |       |       | ●     | 1     | 2     | 1     | 4            |
| Фристайл                    | Фристайл                    |       |       |       |       |       |       | 2     |       | 2     | 4            |
| Хоккей с шайбой             | Хоккей с шайбой             | ●     |       | ●     | ●     | ●     | ●     | ●     | 1     | 1     | 2            |
| Шорт-трек                   | Шорт-трек                   |       |       | 2     | 2     | 4     |       |       |       |       | 8            |
| Комплекты медалей           | Комплекты медалей           |       | 2     | 10    | 9     | 8     | 8     | 11    | 8     | 8     | 64           |
| Февраль                     | Февраль                     | 18 Сб | 19 Вс | 20 Пн | 21 Вт | 22 Ср | 23 Чт | 24 Пт | 25 Сб | 26 Вс | Соревнования |

## Страны-участницы

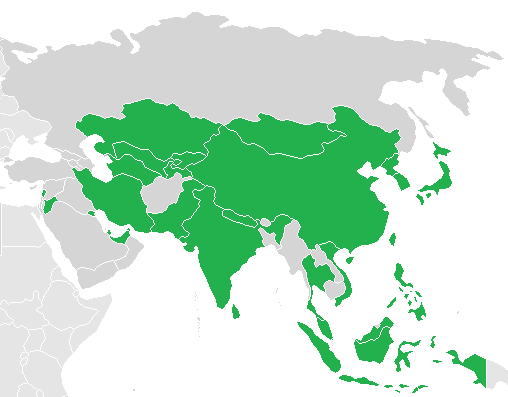
Страны-участницы

На Играх приняли участие спортсмены из 32 страны.
Бахрейн подавал заявку на участие, но в дальнейшем отказался участвовать из-за падения цен на нефть.
В октябре 2015 года Олимпийский комитет Кувейта был дисквалифицирован из-за вмешательства правительства страны в его деятельность. Из-за этого спортсмены из Кувейта участвовали под Олимпийским флагом как Независимые олимпийские спортсмены.
| - Восточный Тимор - Вьетнам - Гонконг - Индия - Индонезия - Иордания (2) - Иран - Казахстан (116) - Катар - Кыргызстан | - Китай - КНДР - Республика Корея - Ливан - Макао - Малайзия - Монголия - Непал - ОАЭ - Олимпийские спортсмены из Кувейта | - Пакистан - Сингапур - Таджикистан - Таиланд - Тайвань - Туркменистан - Филиппины - Шри-Ланка - Япония |

### Приглашенные страны
Атлеты из Австралии и Новой Зеландии участвовали на правах гостей под собственным флагом, но их результаты не вошли в протоколы соревнований.
| - Австралия | - Новая Зеландия |

### Медальный зачёт
Медальный зачёт по окончании соревнований
 Синим выделена страна-организатор.
| Место | Страна           | Золото | Серебро | Бронза | Всего |
| ----- | ---------------- | ------ | ------- | ------ | ----- |
| 1     | Япония           | 27     | 21      | 26     | 74    |
| 2     | Республика Корея | 16     | 18      | 16     | 50    |
| 3     | Китай            | 12     | 14      | 9      | 35    |
| 4     | Казахстан        | 9      | 11      | 12     | 32    |
| 5     | КНДР             | 0      | 0       | 1      | 1     |
| Всего | Всего            | 64     | 64      | 64     | 192   |